# Alexandra Ihringová
Alexandra „Saša“ Ihringová (* 29. Januar 1975) ist eine ehemalige britische Fußballschiedsrichterin slowakischer Abstammung.

## Karriere
Alexandra Ihringová stand seit 2001 auf der FIFA-Schiedsrichterliste.
Auf Vereinsebene wurde Ihringová bei den Frauen in der FA Women’s Premier League eingesetzt, bei den Männern in der zweitklassigen Football League Championship als Schiedsrichter-Assistentin eingesetzt. Am 24. Mai 2008 pfiff sie das Finalrückspiel im UEFA Women’s Cup zwischen dem 1. FFC Frankfurt und Umeå IK.
Ihringová wurde bei den Europameisterschaften 2005 und 2009 eingesetzt und leitete 2005 das Finale zwischen Deutschland und Norwegen. Nach der Europameisterschaft 2005 zog sie nach England.
Bei der U-20-Weltmeisterschaften 2008 wurde Ihringová im Finale zwischen Nordkorea und den USA eingesetzt.
Ihre letzten internationalen Partien leitete sie 2013.